# Plectranthus tetensis
Plectranthus tetensis là một loài thực vật có hoa trong họ Hoa môi. Loài này được (Baker) Agnew miêu tả khoa học đầu tiên năm 1974.